# ヘレン・メーガウ
ヘレン・ディック・メーガウ（Helen Dick Megaw, 1907年6月1日 - 2002年2月26日）はアイルランド生まれの女性結晶学者である。
ダブリンに生まれた。ベルファストのクイーンズ大学を経て、ケンブリッジ大学のガートン・カレッジで学んだ。1930年から1934年まで、ドロシー・ホジキンと共にX線解析法を学んだ。オックスフォード大学のフランシス・サイモンのもとで研究したのち、フィリップス・ランプで働いて、工業用材料の構造解析を行った。1945年にロンドン大学のバークベック・カレッジに戻り、翌年キャヴェンディッシュ研究所に入り、引退までキャヴェンディッシュ研究所で働いた。1957年に著書『結晶の強誘電体』Ferroelectricity in Crystalsを著した。
1989年に女性として初めて、アメリカ鉱物学会からローブリング・メダルを受賞した。